# Aladdin (2019)
Aladdin ist ein US-amerikanisches Fantasy-Musical von Guy Ritchie, produziert von Walt Disney Pictures, durch Dan Lin und Jonathan Eirich. Ritchie schrieb zusammen mit John August auch das Drehbuch. Der Film ist eine Realverfilmung des gleichnamigen Zeichentrickfilms von 1992 und basiert ebenso wie dieser auf dem Märchen Aladin und die Wunderlampe (ANE 346) aus Tausendundeiner Nacht. Die Titelrolle verkörpert der kanadische Newcomer Mena Massoud, Naomi Scott die weibliche Hauptrolle der Prinzessin Jasmin.

## Handlung
Auf dem Meer fährt ein kleines Boot mit einer vierköpfigen Familie. Die beiden Kinder schauen neidvoll zu einem großen und luxuriösen Schiff hinüber. Der Vater möchte ihnen daraufhin die Vorzüge ihres kleinen Bootes aufzeigen und erzählt ihnen die Geschichte von Aladdin, der Prinzessin und der Lampe:
In der arabischen Stadt Agrabah schlägt sich Aladdin gemeinsam mit seinem Affen Abu durch das Leben und stiehlt sich die Dinge, die er braucht.
Der junge Mann lernt auf seinen Streifzügen eine vermeintliche Dienerin der Prinzessin kennen. Er besucht sie abends im Palast und gibt ihr einen Armreif zurück, den der Affe Abu ihr gestohlen hat. Auf dem Heimweg wird Aladdin vom Wesir Dschafar gefangen genommen. Er offenbart ihm, dass Aladdin mit der Prinzessin persönlich gesprochen hat. Aladdin soll für Dschafar aus der sogenannten Wunderhöhle eine Lampe holen, mit deren Hilfe Dschafar die Herrschaft über Agrabah an sich reißen möchte.
Aladdin findet die Lampe, wird jedoch in der Höhle eingesperrt. Aus der Lampe befreit er ein Dschinni, der sich als das mächtigste Wesen im Universum vorstellt. Mit seiner Hilfe gelingt Aladdin, Abu und einem fliegenden Teppich die Flucht. Ausgestattet mit drei Wünschen wird Aladdin zum Prinzen verzaubert und möchte so Jasmin und ihren Vater beeindrucken.
Im Verlaufe des Palastbesuchs kommen sich Aladdin und Jasmin näher, während Dschinni mit Dalia, der Dienerin von Jasmin, flirtet. Jedoch kommt Dschafar dem jungen Prinzen auf die Schliche. Nur mit Hilfe des Dschinnis und eines weiteren Wunsches wird Aladdins Leben gerettet.
In einem darauffolgenden Kampf kann Dschafar an die Lampe kommen und lässt sich von Dschinni zunächst zum Sultan von Agrabah und später zum mächtigsten Zauberer der Welt wünschen. Aladdin macht ihn darauf aufmerksam, dass er selbst als großer Zauberer immer noch nur die Nummer zwei ist. Daher wünscht sich Dschafar mit seinem letzten Wunsch, das mächtigste Wesen im Universum zu sein, wodurch er vom Dschinni zu einem weiteren Dschinni verzaubert, in eine Lampe eingesperrt und in die Wunderhöhle verbannt wird.
Mit seinem letzten Wunsch entscheidet sich Aladdin gegen einen weiteren Versuch, der Ehemann von Jasmin zu werden. Er wünscht sich stattdessen die Freiheit für Dschinni. Dieser verwandelt sich daraufhin zu einem Menschen. Der Sultan von Agrabah entscheidet, dass auch eine Frau über die Stadt herrschen kann. Jasmin lässt anschließend das Gesetz streichen, das ihr vorschreibt, nur einen Prinzen heiraten zu können. Daraufhin heiraten Jasmin und Aladdin, ebenso wie Dschinni und Dalia, die das Ehepaar vom Anfang des Filmes sind.

## Produktion

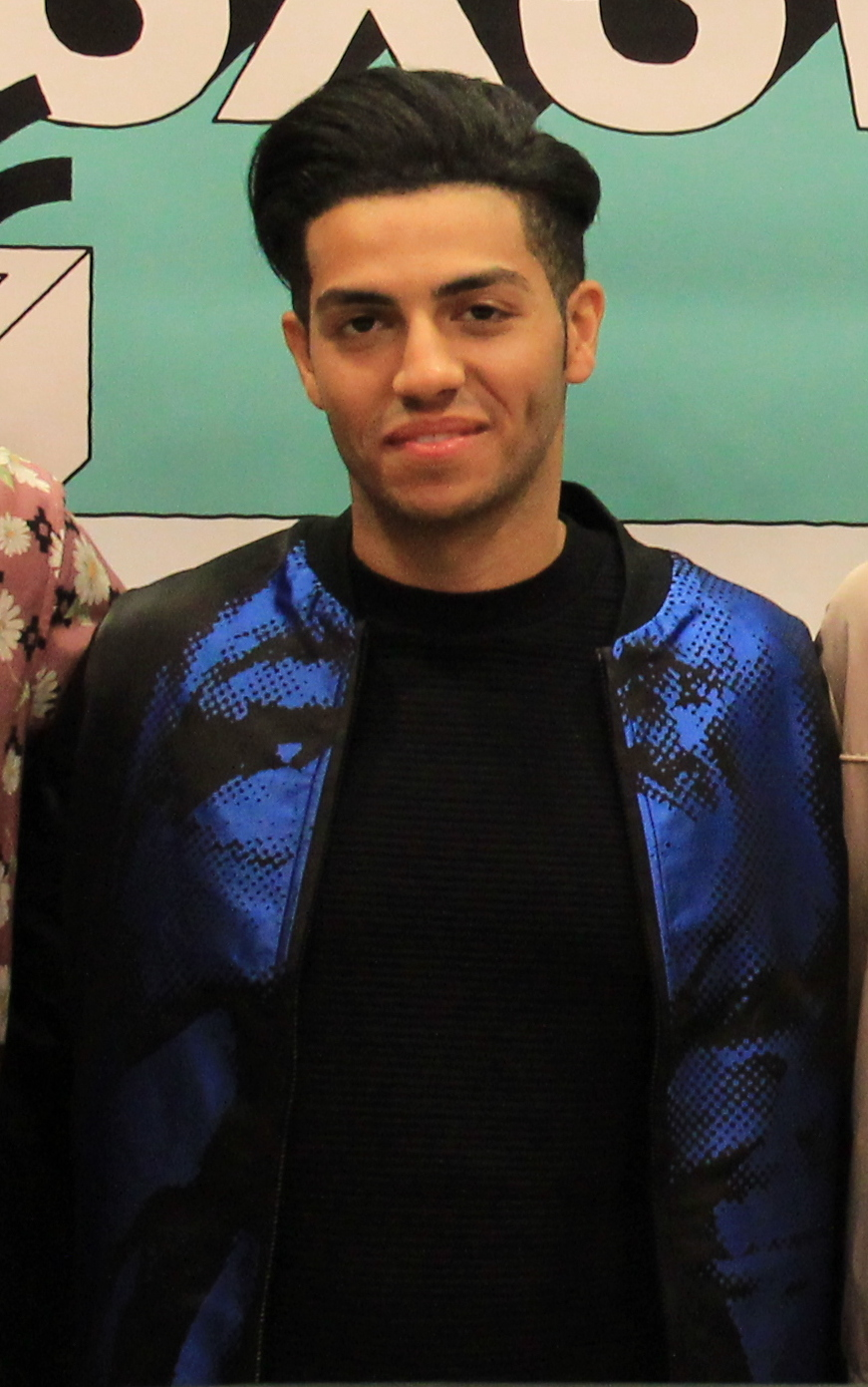
Mena Massoud, 2019

Bevor es offiziell Pläne für diesen Film gab, wurde im Juli 2015 bekannt, dass Disney an einem Realfilm-Prequel zu Aladdin namens Genies arbeitet. Der Film sollte die Vorgeschichte des Dschinnis erzählen und zeigen, wie er in die Lampe kam. Die Pläne änderten sich jedoch und man entschied sich für eine Neuverfilmung der bekannten Geschichte.
Am 10. Oktober 2016 wurde bekannt gegeben, dass Guy Ritchie eine Realverfilmung von Disneys Aladdin mit Dan Lin als Produzenten, nach einem Drehbuch von John August drehen wird. Das Studio sagte, dass der Film „eine anspruchsvolle und untraditionelle“ Adaption der Geschichte von Aladdin sein würde, welche viele von den musikalischen Elementen des Originalfilms beibehalten würde. Was den untraditionellen Aspekt betrifft, strebt der Film eine nichtlineare Erzählung an.
Für die Realverfilmung wollte Disney die Hauptrollen mit Schauspielern orientalischer Herkunft besetzen, um nicht wegen „White-washings“ in Kritik zu geraten. Deshalb wurden die Rollen international ausgeschrieben.
Als erste Darsteller für den Film wurden am 15. Juli 2017 der kanadisch-ägyptische Newcomer Mena Massoud als Titelfigur Aladdin, Naomi Scott als Prinzessin Jasmin, sowie Will Smith als Dschinni bestätigt. Marwan Kenzari wurde am 4. August als Antagonist Dschafar angekündigt, während Nasim Pedrad als Dalia, Jasmins Magd und Freundin, einen für den Film neu geschaffenen Charakter verkörpert. Numan Acar ergänzte die Besetzung am 21. August als Hakim, Oberhaupt der Palastwache und des Sultans rechte Hand. Am 6. September wurde Billy Magnussen als Prinz Anders, ein potentieller Ehemann für Jasmin und ebenfalls eine neue Figur, bestätigt und am 7. September folgte Navid Negahban als Sultan von Agrabah. Alan Tudyk wurde am 12. März 2019 als Sprecher von Dschafars Papagei Jago angekündigt.
Die Dreharbeiten zum Film begannen am 6. September 2017 in den Longcross Studios im englischen Surrey. Ein Teil des Films wurde im Wadi Rum in Jordanien gedreht. Die Arbeiten wurden am 24. Januar 2018 abgeschlossen.
Die Filmmusik wurde von Alan Menken komponiert, welcher bereits die Musik für das Original schrieb. Er arbeitete bei der Neuverfilmung mit Benj Pasek und Justin Paul zusammen.

### Synchronisation
Die deutsche Synchronisation entstand nach einem Dialogbuch und der Dialogregie von Axel Malzacher im Auftrag der FFS Film- & Fernseh-Synchron GmbH, Berlin. Die Bearbeitung der Liedtexte erfolgte durch Nina Schneider auf Grundlage der deutschen Texte von Frank Lenart aus 1992. Die musikalischen Aufnahmen und Bearbeitungen fanden in den Jamzone Studios in München unter der Leitung von Thomas Amper statt. Michael Pan spricht zum wiederholten Male den Papagei Jago in Disneys Produktionen.
| Rolle        | Schauspieler    | Synchronsprecher                    |
| ------------ | --------------- | ----------------------------------- |
| Dschinni     | Will Smith      | Jan Odle Manuel Straube (Gesang)    |
| Aladdin      | Mena Massoud    | Arne Stephan                        |
| Jasmin       | Naomi Scott     | Maria Hönig Julia Scheeser (Gesang) |
| Dschafar     | Marwan Kenzari  | Florian Halm                        |
| Sultan       | Navid Negahban  | Hans Bayer                          |
| Jago         | Alan Tudyk      | Michael Pan                         |
| Dalia        | Nasim Pedrad    | Carolina Vera                       |
| Prinz Anders | Billy Magnussen | Leonhard Mahlich                    |
| Omar         | Jordan A. Nash  | Emile Ismailov                      |
| Lian         | Taliyah Blair   | Klara Magalie Gerberon              |
| Jamal        | Amir Boutrous   | Rainer Fritzsche                    |
| Hakim        | Numan Acar      | Carlos Lobo                         |
| Prinz        | Jamal Sims      | Axel Malzacher                      |
| Abu/Rajah    | Frank Welker    | Frank Welker                        |

### Vermarktung und Veröffentlichung
Erste bewegte Bilder aus dem Film gab es auf der CinemaCon 2018 zu sehen. Das erste offizielle Teaser-Poster wurde am 10. Oktober 2018 von Darsteller Will Smith auf dessen Instagram-Account veröffentlicht. Der erste offizielle Teaser-Trailer folgte am Tag darauf während der Halbzeit eines Footballspiels zwischen den Philadelphia Eagles und den New York Giants. Erste Bilder aus dem Film wurden am 19. Dezember 2018 publiziert. Ein weiterer Teaser folgte am 10. Februar 2019 während den Grammy Awards. Der erste lange Trailer wurde am 12. März 2019 während der Frühstücksshow Good Morning America veröffentlicht.
Aladdin hatte seine Weltpremiere am 8. Mai 2019 in Frankreich und startete am 23. Mai in Deutschland. Im Produktionsland, den Vereinigten Staaten lief der Film einen Tag später an.
Am 26. September 2019 erschien in Deutschland die DVD und Blu-ray. Darin enthalten sind unter anderem sechs zusätzliche Szenen und das Lied „Desert Moon“, ein Duett von Jasmin (Naomi Scott) und Aladdin (Mena Massoud), das nicht im fertigen Film vorkommt.

## Unterschiede zur Zeichentrickversion
Im Film gibt es einige Unterschiede zur Zeichentrickversion. So ist der Sultan wesentlich ernsthafter und Jasmins Kammerzofe wurde extra für den Realfilm erfunden. Im Zeichentrickfilm verwandelt sich Dschafar unter anderem in eine riesige Kobra, während er hier seinen Papagei in eine gigantische Version seiner selbst verwandelt (erinnert an den Vogel Roch aus den Märchen aus Tausendundeine Nacht). Auch verwandelt Dschinni sich nach Aladdins drittem Wunsch im Zeichentrickoriginal nicht in einen Menschen, sondern bleibt in seiner gewohnten Form. Darüber hinaus nimmt als Interpret des Songs Arabische Nächte im Original ein namenloser Händler die Erzählerposition ein. Hier übernimmt dies Dschinni selbst.

### Darstellung der Figur Jasmin
In der Zeichentrickverfilmung von 1992 wurde die Darstellung der Figur Jasmin teils stark thematisiert, wobei die damals kritisierten Aspekte in der Neuverfilmung nicht mehr enthalten sind.
- Passive Rolle und Emanzipation – In der Originalverfilmung blieb die Rolle der klugen und selbstbewussten Prinzessin darauf reduziert, dass sie sich gegen die von ihrem Vater angestrebte Zwangsehe zur Wehr setzte und schließlich am Ende des Films den Mann heiraten darf, den sie für würdig hält. Das Medienportal Refinery29 befand, dass es ihrer Figur in der Originalverfilmung daneben an einer echten Aufgabe, Motivation und Handlung mangele.[27] Die Zeitschrift Eltern kritisierte ebenfalls die Darstellung.[28] In der Realverfilmung wird Jasmin wesentlich eigenständiger dargestellt und strebt das Ziel an, ihrem Vater, dem Sultan, auf den Thron zu folgen, wodurch ein deutlich stärkeres emanzipatorisches Element im Film enthalten ist.[27]

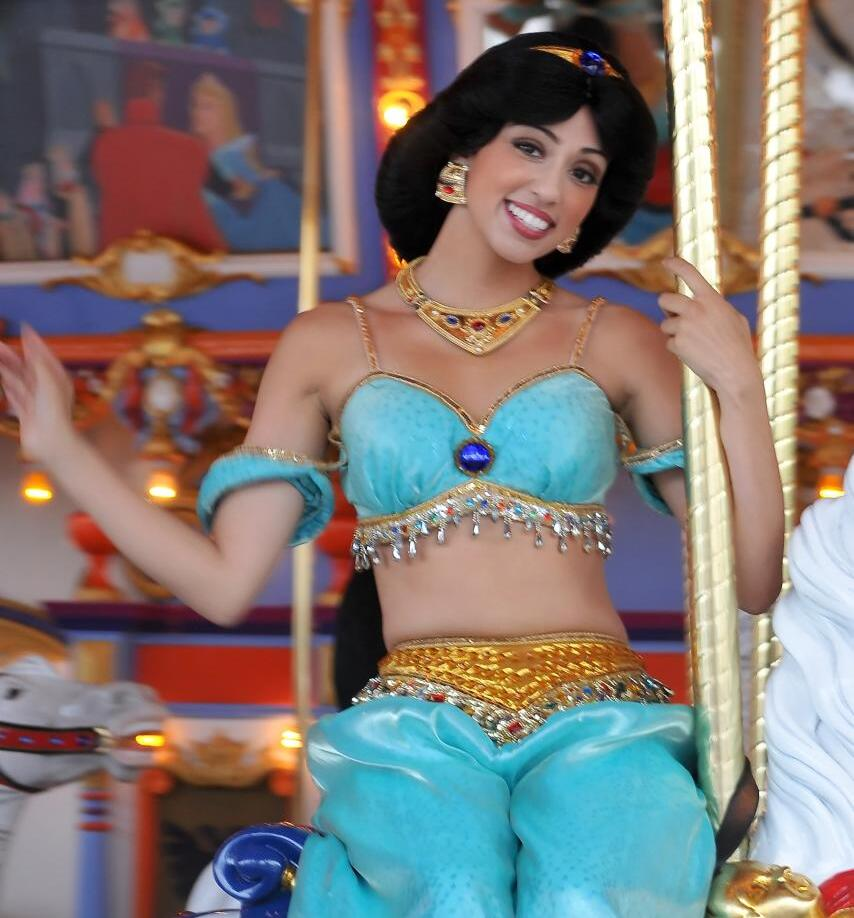
Reales Kostüm, basierend auf Prinzessin Jasmins primären Filmkostüm von 1992. Jasmin-Darstellerin im Disney California Adventure Park, 2009.

- Reales Kostüm, basierend auf Prinzessin Jasmins primären Filmkostüm von 1992. Jasmin-Darstellerin im Disney California Adventure Park, 2009.Freizügige Darstellung – Im Zeichentrickoriginal wird Jasmins Äußeres mittels freizügiger Kleidung stark sexualisiert; sie trägt tiefgeschnittene Haremshosen und eng anliegende schulter- und bauchfreie Oberteile.[29] Für die Neuverfilmung wurde das alte Kostümdesign gänzlich verworfen; Produzent Dan Lin und Jasmin-Darstellerin Naomi Scott befanden, dass die neuen, deutlich mehr verhüllenden Designs eine sinnvolle Modernisierung von Inhalten seien, die man in der Gegenwart nicht mehr als angemessen für einen Familienfilm betrachte.[29] USA Today befand: „Anstatt monochrome Büstenhalter und weite Hosen zu tragen, trägt Jasmine opulente Roben mit goldener Verzierung, aufwendigen Schleppen und lebendigen Juwelen, die ihre Königlichkeit betonen, statt ihre Sexualität.“[29] Der Produzent Jonathan Eirich erklärte: „Ich glaube, meine Frau hat zu mir gesagt: 'Wenn du Jasmine in ein bauchfreies Kostüm (wörtlich: midriff) steckst, lasse ich mich von dir scheiden.“[30]
- Darstellung als Sex-Sklavin – In der Originalverfilmung wird Jasmin von Dschafar versklavt; sie muss ihn angekettet und mit einem rotfarbenen, aufreizenden Sklavinnenkostüm bekleidet bedienen. Dschafar macht keinen Hehl daraus, dass er die Prinzessin sexuell begehrt. Um Dschafar eine Falle zu stellen, versucht Jasmin ihn zu verführen. Die Szene zeigt letztlich Sex-Sklaverei.[27][28][31][32][33] Refinery29 kritisierte, dass Jasmin, wenn auch um Dschafar zu überlisten, sich letztlich bereitwillig selbst zum Sexualobjekt mache.[27] In der Neuverfilmung wurde die Szene stark verändert; hier begehrt Dschafar die Prinzessin lediglich als Mittel um an die Macht zu kommen, aber nicht auch als Sexualpartnerin.[33] Die Darstellung der Sex-Sklaverei wurde vollständig gestrichen.[27][34]

## Rezeption

### Einspielergebnis
Der Film hatte ein Budget von rund 183 Millionen US-Dollar. Die weltweiten Einnahmen aus Kinovorführungen belaufen sich auf 1,05 Milliarden US-Dollar. Damit befindet er sich auf Platz 9 der erfolgreichsten Filme des Jahres 2019 und in der Liste der weltweit erfolgreichsten Filme aller Zeiten auf Platz 44 (Stand: 31. Dezember 2024). In Deutschland verzeichnet der Film ca. 2.002.000 Besucher und liegt damit auf Platz 11 der Jahres-Charts 2019.

### Kritiken
Auf der Website Rotten Tomatoes, konnte der Film „nur“ rund 57 Prozent der Kritiker überzeugen, beim „normalen Publikum“ konnte der Film ein deutlich besseres Ergebnis erzielen, dort gefiel der Film zu 94 Prozent.

## Auszeichnungen
Art Directors Guild Awards 2020
- Nominierung in der Kategorie Fantasyfilm[40]

Costume Designers Guild Awards 2020
- Nominierung in der Kategorie Excellence in Sci-Fi / Fantasy Film (Michael Wilkinson)[41]

Critics’ Choice Movie Awards 2020
- Nominierung für den Besten Song („Speechless“)

Goldene Himbeere 2020
- Nominierung für den Himbeeren-Erlöser-Preis (Will Smith)

Hollywood Critics Association Awards 2020
- Nominierung für den Besten originellen Song („Speechless“)[42]

Hollywood Music in Media Awards 2019
- Nominierung als Bester Song – Spielfilm („Speechless“, Alan Menken, Benj Pasek, Justin Paul und Naomi Scott)[43]

National Film & TV Awards 2019
- Nominierung als Bester Schauspieler 2019 (Will Smith)
- Nominierung als Bester Schauspieler 2019 (Mena Massoud)
- Nominierung als Beste Schauspielerin 2019 (Naomi Scott)
- Nominierung als Beste Nebendarstellerin 2019 (Naomi Scott)
- Nominierung als Bester Regisseur 2019 (Guy Ritchie)[44]

Nickelodeon Kids’ Choice Awards 2020
- Nominierung als Bester Film
- Nominierung als Bester Schauspieler (Will Smith)[45]

People’s Choice Awards 2019
- Auszeichnung in der Kategorie Family Movie of 2019
- Nominierung als Male Movie Star of 2019 (Will Smith)[46]

Saturn-Award-Verleihung 2019
- Auszeichnung für die Besten Kostüme (Michael Wilkinson)
- Nominierung als Bester Fantasyfilm
- Nominierung als Bester Nebendarsteller (Will Smith)
- Nominierung für die Beste Regie (Guy Ritchie)
- Nominierung für die Beste Ausstattung (Gemma Jackson)
- Nominierung für die Beste Filmmusik (Alan Menken)
- Nominierung für die Besten Spezialeffekte oder visuellen Effekte
- Nominierung für den Besten Schnitt (James Herbert)

Teen Choice Awards 2019
- Auszeichnung in der Kategorie Choice Sci-Fi/Fantasy Movie
- Auszeichnung in der Kategorie Choice Sci-Fi/Fantasy Movie Actor (Will Smith)
- Nominierung in der Kategorie Choice Sci-Fi/Fantasy Movie Actor (Mena Massoud)
- Auszeichnung in der Kategorie Choice Sci-Fi/Fantasy Movie Actress (Naomi Scott)
- Nominierung in der Kategorie Choice Movie Villain (Marwan Kenzari)
- Auszeichnung in der Kategorie Choice Song From A Movie (A Whole New World, Zayn & Zhavia Ward)[47]

Visual Effects Society Awards 2020
- Nominierung in der Kategorie Herausragende erschaffene Umgebungen in einem fotorealistischen Spielfilm (Agrabah; Daniel Schmid, Falk Boje, Stanislaw Marek & Kevin George)
- Nominierung in der Kategorie Herausragende praktische Spezialeffekte (Magic Carpet; Mark Holt, Jay Mallet, Will Wyatt & Dickon Mitchell)[48]